# Uricosurici
Gli uricosurici sono una classe di farmaci che aumentano l'escrezione di acido urico con le urine, riducendo la concentrazione plasmatica di urati. In generale questo effetto è ottenuto agendo, nel rene, al livello del tubulo prossimale. Non tutti i farmaci che riducono la concentrazione ematica di acido urico sono uricosurici in quanto esistono altri meccanismi attraverso i quali può essere ottenuto lo stesso effetto.
Gli uricosurici sono frequentemente impiegati nel trattamento della gotta, una patologia nella quale cristalli di acido urico formano depositi a livello articolare. Diminuendo i livelli plasmatici di acido urico, gli uricosurici aiutano a dissolvere questi cristalli, e limitano la formazione di nuovi precipitati. Gli aumentati livelli di acido urico nelle urine, tuttavia, possono contribuire alla formazione di calcoli renali. Per questo motivo l'uso di questa classe di farmaci è controindicato nei pazienti che abbiano già un'elevata concentrazione di acido urico nelle urine (iperuricosuria). In casi limite bere acqua fino a ottenere una produzione di 2 litri di urina al giorno può essere sufficiente per permettere l'uso di farmaci uricosurici.
A causa del loro meccanismo d'azione, alcuni uricosurici (come il probenecid) hanno l'effetto collaterale di aumentare la concentrazione plasmatica di alcuni farmaci e dei loro metaboliti. Sebbene questo in alcuni casi (vedi oseltamivir) possa essere positivo, considerare con attenzione possibili interazioni tra farmaci è molto importante durante il trattamento con uricosurici.

## Uricosurici principali
Gli uricosurici di prima scelta comprendono probenecid, benzbromarone, sulfinpirazone e lesinurad.

## Uricosurici secondari
Farmaci con altri usi, ma noti per le loro proprietà uricosuriche comprendono guaifenesina, losartan, atorvastatina, e fenofibrato. Sebbene alcuni di questi farmaci possano avere un'azione uricosurica anche significativa, le azioni farmacologiche principali fanno sì che il loro uso off-label come uricosuirici richieda un'attenta valutazione del paziente da parte del medico e del trattamento dal rapporto rischio/beneficio più favorevole.
- Amlodipina
- Atorvastatina (diminuisce il colesterolo LDL)
- Fenofibrato (riduce i trigliceridi, aumenta le HDL)
- Guaifenesina (espettorante)
- Losartan (vedi sartani)
- Ormone adrenocorticotropo[5]
- Cortisone[5]
- Alte dosi di alcuni FANS: ASA, Fenilbutazone, Diclofenac, Indometacina

## Farmacologia
In generale, i farmaci uricosurici agiscono sul tubulo prossimale del rene, dove interferiscono con il riassorbimento di acido urico dall'ultrafiltrato al sangue. Il meccanismo d'azione molecolare in vitro di diversi uricosurici è l'inibizione della funzionalità di una proteina codificata dal gene SLC22A12, nota come trasportatore degli urati 1 o URAT1. URAT1 è il principale mediatore del trasporto di acido urico dal rene al sangue. In alcune persone con mutazioni che compromettano la funzionalità di questo trasportatore, gli uricosuirici benzbromarone e losartan non hanno effetto, suggerendo che questi farmaci agiscano proprio a livello di URAT1 in vivo. Da queste considerazioni segue che i farmaci uricosuirci sono buoni candidati per essere gestiti con un approccio di medicina personalizzata, ovvero con la scelta del trattamento farmacologico effettuata in base al genoma del paziente.